# Архив САНУ у Сремским Карловцима
Архив САНУ у Сремским Карловцима први је модерно уређен архив у нововековној српској историји, у коме најстарије познате инвентарске јединице потичу још из 1719. године. У саставу Архива је и библиотека са преко 5.000 књига.
Смештен је у згради Богословије „Свети Арсеније”.

## Историја
Настанак Архива везује се за Велику сеобу Срба 1690. године, када је део српске јерархије и народа пренео нешто књига, повеља српских владара, и многобројног сакралног инвентара, синђелија, берата и других списа из балканских делова Османског царства у Хабзбуршку монархију. На ово културно благо надовазао се вишегодишњи рад и преписка коју су патријарх Арсеније III и његови наследници - у својству представника народно-црквене и школске аутономије, или као приватна лица - водили са световним, црквеним и војним установама или појединцима у Хабзбуршкој монархији, Србији, Русији и другим земљама.

За време Другог светског рата Архив је био затворен од стране окупационе немачко-усташке власти, и делом оштећен. По сведочењу првог управника проф. Косте Петровића,
| „ | ...данас можда не би ни било Архива да га од усташке пљачке, током Другог светског рата, није спасао немачки официр. Он је, подстакнут занимањем сународника и историчара Леополда фон Ранкеа за српског вожда Карађорђа, наредио да се Архив заблиндира. Прегледао је документацију о Првом српском устанку, однео је неколико докумената, али је највећи део грађе остао нетакнут. | ” |

На молбу Српске академије наука, Свети архијерејски синод СПЦ, 4. јула 1949, предао је „на чување и дефинитивно уређене архиве Митрополије и Конзисторије Сремскокарловачке”, ради њиховог коришћења у научне сврхе.
Након преузимања архивског материјала Академија је обезбедила средства, кадар и услове да се из из Беча врати 81 повеља. Истовремено са
необезбеђених места, Архив је прихватио списе Карловачког магистрата, Карловачке гимназије и друге. Од грађана Архив је добио извесан број списа, било путем поклона или откупа. У Хисторијском архиву у Задру Архив је микрофилмовао већи део списа Далматинске епархије. 
Тако је настала сједињена архивска грађа у карловачком Архиву САНУ, која хронолошки обухвата период од средине 16. до 70-их година 20. века.
Међу списима су дела писаца разних занимања, на српском (и његовим старијим варијантама), немачком, латинском, рускословенском, мађарском,
румунском и још неким европским језицима. Садржајно су то молбе, жалбе, извештаји, меморандуми, записници, уговори, тестаменти, пописи становништва и слично.
Грађа Архива још није потпуно сређена, а део ње се ставља у заштитне кутије, „лечи” од влаге и других оштећења.

## Фондови
На архивским полицама које се простиру на око 300 квадрата, засад је Архива у Сремским Карловцим сврстана у 42 фонда и 9 мањих збирки. За већину њих постоје изворни или накнадно рађени деловодни протоколи и регистри, регеста, картотека личности, сумарни пописи.
Грађа појединих фондова је прворазредни извор за политичку, културну и привредну историју српског народа на подручју данашње Војводине, као и за српске сународнике у другим деловима некадашње Аустроугарске монархије, а посебно за цркве и верски живот; школе, образовање, књижевност, уметност; разноврсне односе Срба са више евро - азијских народа.

## Центар за дигитализацију
У седмој деценија трајања, Архив САНУ у Сремским Карловцима уз подршку САНУ и председника Владимира Костића, ресорног министарства, Покрајинске владе и СПЦ, отворио је Центар за дигитализацију. Према речима директор ове установе др Жарка Димић, датесредином 2020. године:
| „ | Са неколико запослених, овај центар је, пре нешто мање од годину дана, започео дигитализацију око три милиона докумената...чија ће електронска обрада потрајати наредних десетак година. | ” |